# Il falco della strada
Il falco della strada (Street Hawk) è una serie televisiva statunitense, trasmessa per la prima volta nel 1985 dalla ABC. La serie è citata anche con il nome Street Hawk - Il falco della strada.

## Trama
Il protagonista Jesse Mach è un poliziotto di Los Angeles. Durante una gara in moto nel deserto insieme a Marty, poliziotto suo migliore amico, scopre casualmente un gruppo di narcotrafficanti che stanno scaricando droga da un aereo. I malviventi, non appena capiscono di essere stati scoperti, sparano contro i due per non lasciare testimoni, uccidendo Marty e ferendo gravemente Jesse al ginocchio sinistro. Creduto morto viene abbandonato nel deserto ma è recuperato dall'FBI.
A questo punto, a causa del ginocchio, il suo capo non può rimetterlo in servizio sulla strada e così lo trasferisce nel reparto delle pubbliche relazioni, ma nel frattempo Jesse viene segretamente contattato da Norman Tuttle, un ingegnere che da quattro anni sta lavorando ad un'operazione governativa segreta da lui denominata "falco solitario", consistente nello sviluppo e collaudo di una supermoto che vorrebbe veder diventare la futura arma a disposizione di ogni poliziotto per combattere il crimine. Per il ginocchio esiste la possibilità di un'operazione molto costosa e complicata, che per questo non è ancora stata approvata dal consiglio di amministrazione, per cui Jesse si affida ai medici con cui Norman è in contatto, i quali la ritengono invece fattibile. Poi legge e firma il contratto per mettersi alla guida della supermoto.
Trattandosi di un progetto segreto, per Jesse inizia quindi una doppia vita: durante il giorno lavora ufficialmente dietro una scrivania del reparto delle pubbliche relazioni, mentre nel resto del tempo, soprattutto di notte, indossa un'anonima tuta nera specificamente modellata sul suo corpo e un casco scuro che nasconde il suo volto, e si mette alla guida della supermoto per dare la caccia ai criminali, senza che nessuno conosca la sua identità, nemmeno la polizia. E sono proprio i suoi colleghi poliziotti, ignari della sua doppia vita, a cercare di prendere contatto con questo giustiziere solitario per scoprirne l'identità, tuttavia senza mai riuscirci.

## Produzione

### Cast
L'attore protagonista Rex Smith è in primis un cantante, che riscosse molto successo fra i teenager statunitensi degli anni settanta. Christopher Lloyd, che interpreterà Emmett "Doc" Brown in Ritorno al futuro, appare nel primo episodio nel ruolo di Anthony Corrido. George Clooney, che all'epoca aveva 24 anni, appare nel secondo episodio nel ruolo di Kevin Stark.

### Colonna sonora
La serie è caratterizzata anche dalla colonna sonora incalzante e ricca d'effetti dei Tangerine Dream con il brano Le Parc (L.A Streethawk), che ne sottolinea il tema futuristico e fantascientifico.

### La motocicletta
Il "falco solitario" segue le indicazioni di Norman, che vigila su tutto dal quartier generale. Si tratta di una moto fortemente armata (in particolare di un cannoncino laser) e velocissima: può raggiungere 200 miglia orarie ma all'occorrenza ha una "superspinta", totalmente gestita dal computer di Norman e che le permette di arrivare fino a 300 miglia orarie (480 km/h), ma può anche arrestarsi velocemente o compiere balzi fino a 30 metri d'altezza. Il casco del pilota, nero come la tuta e la moto, si apre automaticamente, inoltre mostra al pilota dati come la velocità del veicolo, la mira o uno zoom di ciò che sta guardando. Inoltre le immagini che vede possono essere videoregistrate dal quartier generale.
Nello show sono state usate un totale di 15 moto adattate a "Street Hawk", in particolare sono stati usati i seguenti modelli:
- Honda XL 500 nell'episodio pilota (questa moto non era ancora equipaggiata con mitragliatrici e lanciamissili)
- Honda XR 500 nelle riprese ravvicinate
- Honda CR 250 per i salti

## Episodi
Inizialmente era prevista la produzione di più stagioni, ma a causa del ridotto budget a disposizione degli effetti speciali e dell'eccessiva somiglianza a Supercar, serie TV di successo prodotta già dal 1982 e che come veicolo futuristico utilizzava invece un'auto, la produzione si è conclusa dopo appena 13 episodi, girati nel 1984.
| Stagione       | Episodi | Prima TV originale | Prima TV Italia |
| -------------- | ------- | ------------------ | --------------- |
| Prima stagione | 13      | 1985               | 1985            |